# Mali Plavnik Mali
Mali Plavnik Mali je majhen nenaseljen otoški greben v Jadranskem morju. Pripada Hrvaški, nahaja pa se v bližini otoka Mali Plavnik.
Najvišji vrh otoka je visok 5 metrov. Ob obali otoka se v morju nahajajo številne vodne jame s kamnitimi ploščami in strmimi pečinami, ki segajo v globino morja. V jami živi veliko hobotnic, koral in rdečih rib.
Otok ni omenjen v državnem programu za zaščito in uporabo majhnih, občasno naseljenih in nenaseljenih otokov ter okoliškega morja Ministrstva za regionalni razvoj in sklade Evropske unije.